# Miconia rufostellulata
Miconia rufostellulata là một loài thực vật có hoa trong họ Mua. Loài này được Pittier mô tả khoa học đầu tiên năm 1923.